# Moexipril
Moexipril một chất ức chế men chuyển angiotensin (chất ức chế men chuyển)  được sử dụng để điều trị tăng huyết áp và suy tim sung huyết. Moexipril có thể được dùng một mình hoặc với các thuốc chống tăng huyết áp hoặc thuốc lợi tiểu khác.
Nó hoạt động bằng cách ức chế chuyển angiotensin I thành angiotensin II.
Nó được cấp bằng sáng chế vào năm 1980 và được chấp thuận cho sử dụng y tế vào năm 1995. Moexipril có sẵn từ Schwarz Pharma dưới tên thương mại Univasc.

## Tác dụng phụ
Moexipril thường được dung nạp tốt ở bệnh nhân cao tuổi bị tăng huyết áp. Hạ huyết áp, chóng mặt, tăng ho, tiêu chảy, hội chứng cúm, mệt mỏi và đỏ bừng đã được tìm thấy ảnh hưởng đến ít hơn 6% bệnh nhân được kê đơn moexipril.

## Cơ chế tác động
Là một chất ức chế men chuyển, moexipril gây ra giảm ACE. Điều này ngăn chặn sự chuyển đổi angiotensin I thành angiotensin II. Sự tắc nghẽn của angiotensin II hạn chế tăng huyết áp trong mạch máu. Ngoài ra, moexipril đã được tìm thấy có tính chất bảo vệ tim mạch. Chuột được cho moexipril một tuần trước khi gây ra nhồi máu cơ tim, hiển thị kích thước nhồi máu giảm. Tác dụng bảo vệ tim của thuốc ức chế men chuyển được trung gian thông qua sự kết hợp giữa ức chế angiotensin II và tăng sinh bradykinin. Tăng nồng độ bradykinin kích thích sản xuất tuyến tiền liệt E2  và oxit nitric, gây giãn mạch và tiếp tục gây tác dụng chống đông. Ức chế angiotensin II bằng moexipril làm giảm tác dụng tu sửa trên hệ thống tim mạch. Một cách gián tiếp, angiotensin II kích thích sản xuất endothelin 1 và 3 (ET1, ET3)  và yếu tố tăng trưởng biến đổi beta-1 (TGF-β1), tất cả đều có tác dụng tăng sinh mô bị chặn bởi hành động của moexipril. Tác dụng chống đông của moexipril cũng đã được chứng minh bằng các nghiên cứu in vitro nơi moexipril ức chế sự tăng trưởng kích thích estrogen của nguyên bào sợi tim ở trẻ sơ sinh ở chuột. Các chất ức chế men chuyển khác cũng đã được tìm thấy để tạo ra những hành động này.

## Dược lý
Moexipril có sẵn dưới tiền chất moexipril hydrochloride, và được chuyển hóa ở gan để tạo thành hợp chất hoạt động dược lý moexiprilat. Sự hình thành của moexiprilat là do thủy phân một nhóm este ethyl. Moexipril được hấp thu không đầy đủ sau khi uống, và sinh khả dụng của nó thấp. Thời gian bán hủy dược động học dài và ức chế men chuyển dai dẳng của moexipril cho phép dùng một lần mỗi ngày.
Moexipril rất ưa lipid, và nằm trong cùng phạm vi kỵ nước với quinapril, benazepril và ramipril. Các chất ức chế men chuyển lipophilic có khả năng thâm nhập vào màng dễ dàng hơn, do đó, mô ACE có thể là mục tiêu bổ sung cho huyết tương. Một sự giảm đáng kể trong hoạt động của mô (phổi, cơ tim, động mạch chủ và thận) đã được chứng minh sau khi sử dụng moexipril.
Nó có thêm tác dụng ức chế PDE4.

## Tổng hợp

Tổng hợp Moexipril:

Sự tổng hợp chuỗi bên tương tự dipeptide quan trọng liên quan đến quá trình kiềm hóa este tert-butyl của L-alanine (2) với ethyl 2-bromo-4-phenylbutanoate (1); nguyên mẫu của đồng phân mong muốn là do cảm ứng không đối xứng từ trung tâm trị liệu liền kề. Phản ứng của sản phẩm với hydro chloride sau đó tách nhóm tert-butyl để tạo ra một nửa axit (3). Kết hợp axit đó với amin thứ cấp trên tetrahydroisoquinoline (4) tạo ra amin tương ứng. Este tert-butyl trong sản phẩm này một lần nữa được cắt bằng hydro chloride để thu được moexipril (5).